# Gironetz
Als Gironetz (oder Zahlungsverkehrsnetz) wird im Bankwesen ein Netzwerk verstanden, über das die Kreditinstitute den gesamten bargeldlosen Zahlungsverkehr einer Volkswirtschaft abwickeln.

## Allgemeines
Es heißt „Gironetz“ (aus italienisch giro, „Kreis, Umlauf“), weil in ihm Zahlungsvorgänge mittels Buchgeld zirkulieren. Grundlage sind Girokonten in Form von Verrechnungskonten, die jede Bankfiliale oder Zweigstelle für den netzgebundenen Zahlungsverkehr führt. Durch diese Verrechnungskonten wird eine Umbuchung von Buchgeld zwischen dem Girokonto des Zahlungspflichtigen und dem Konto des Zahlungsempfängers oder umgekehrt ermöglicht.
Es handelt sich um ein Netzwerk, und zwar konkret um ein Rechnernetzwerk, da die Zahlungen über miteinander vernetzte Computer abgewickelt werden. Bargeld wird dem Gironetz durch Bareinzahlung zugeführt, durch Barauszahlung wird dem Gironetz Buchgeld entzogen. Der heutige gesamte elektronische Massenzahlungsverkehr findet über elektronische Gironetze beleglos statt und wird von Kunden über das Electronic Banking ebenfalls beleglos abgewickelt.

## Geschichte
Im Sparkassenwesen ergab sich früh das Erfordernis, den Zahlungsverkehr durch ein die Sparkassen verbindendes Netzwerk zu bündeln. Zu diesem Zweck wurden Girozentralen als Nachfolger der Provinzial-Hilfskassen gegründet, von denen die am 1. Januar 1832 gegründete Provinzial-Hülfskasse Westfalen in Münster die erste war. Auf einer außerordentlichen Sparkassenversammlung des deutschen Sparkassenverbandes wurde am 22. Oktober 1892 erstmals über die Errichtung einer Sparkassenzentralbank unter dem Gesichtspunkt der Liquiditätssicherung für Krisenfälle diskutiert. Die Wirtschaftskrise des Jahres 1907 gab einen Anstoß zur Einführung des bargeldlosen Zahlungsverkehrs, um die Geldversorgung der Wirtschaft unabhängiger vom Bargeld zu gestalten. Seit 1910 stieg die Bedeutung der Zahlungsverkehrsfunktion für Girozentralen, da sie zur zentralen Verrechnungsstelle bei der Beschleunigung des bargeldlosen Zahlungsverkehrs wurden. Seit Februar 1911 übernahm die Stadtsparkasse Köln die Funktion der Girozentrale in der Rheinprovinz. Am 20. Juni 1914 beschloss der Rheinisch-Westfälische Sparkassentag in Köln, die Landesbank der Rheinprovinz anstelle der Stadtsparkasse Köln als Girozentrale einzusetzen. Johann Christian Eberle hatte die Vorteile eines sparkasseneigenen, geschlossenen Zahlungsverkehrsnetzes erkannt und die Gründung von Girozentralen als zentrale Verrechnungsstelle in jedem Land vorgeschlagen. Auf Eberles Initiative hin kam es am 5. Oktober 1908 zur Gründung des Giroverbandes Sächsischer Gemeinden mit 151 Mitgliedern, der eigentliche Giroverkehr begann am 2. Januar 1909 mit der ersten deutschen Girozentrale, die in Dresden das Gironetz für 143 Girokassen bildete. In der Folge gründeten sich weitere Giroverbände, und am 26. Oktober 1916 schlossen sich 12 Giroverbände zum „Deutschen Zentral-Giroverband“ zusammen. Ab 1923 begann der Zusammenschluss von in der gleichen Region tätigen Landesbanken mit reinen Girozentralen, was zur Schaffung der „Gemeinschaftsbanken“ führte. Seitdem war die Landesbankfunktion mit der der Girozentrale in einem Bankinstitut vereint.
Durch die Deutsche Bankenkrise ab 1931 wurde das deutsche Währungs- und Bankensystem stark getroffen. Auch die größte der Landesbanken, die Landesbank der Rheinprovinz, stand vor dem Zusammenbruch. Diese hatte langfristige Kommunalkredite durch kurzfristige Geldanlagen der Sparkassen refinanziert und war im Juli 1931 in eine Liquiditätskrise geraten. Sie musste am 7. August 1931 ihre Zahlungen einstellen. Davon betroffen waren sowohl die Landesbank- als auch die Girozentralenfunktion. Die Koordination des Giroverkehrs der Sparkassen hatte im August 1931 eine Zweigstelle der Deutschen Girozentrale in Köln übernommen.
Nach dem Gironetz der Sparkassen („Spargiroverkehr“) etablierten sich nacheinander vier weitere Gironetze:
| Betreiber                                        | Mitglieder                                  | Zweck                                                                                      |
| ------------------------------------------------ | ------------------------------------------- | ------------------------------------------------------------------------------------------ |
| Deutsche Bundesbank                              | Landeszentralbanken, Geschäftsbanken        | Verrechnungsverkehr, Fernüberweisungen der Geschäftsbanken                                 |
| Postbank                                         | Postgiroämter                               | Zahlungsverkehr der Deutsche Post AG                                                       |
| Deutscher Sparkassen- und Giroverband            | Sparkassen, Bausparkassen und Girozentralen | Zahlungsverkehr der Sparkassen, über Girozentralen abgewickelt                             |
| Deutscher Genossenschafts- und Raiffeisenverband | Kreditgenossenschaften und Volksbanken      | Zahlungsverkehr der Raiffeisenbanken und Volksbanken, heute zentralisiert über die DZ Bank |
| Filialbanken                                     | Deutsche Bank und Commerzbank               | Zahlungsverkehr der Filialen dieser Großbanken                                             |

Die Gironetze der Sparkassen und der Genossenschaftsbanken unterscheiden sich von den anderen Zahlungsverkehrsnetzen vor allem dadurch, dass sich in ihnen rechtlich selbständige Kreditinstitute zur gemeinsamen Abwicklung des Zahlungsverkehrs zusammengeschlossen haben.
Diese Netze funktionierten noch bis 1985 überwiegend auf der Grundlage von Vordrucken für einzelne Transaktionen (Überweisungsträger, Reiseschecks, Schecks, Wechsel, Zahlscheine), die stufenweise digitalisiert und schließlich als Papierform ganz abgeschafft wurden. Einzahlungsscheine in Papierform müssen heute gescannt oder durch Belegleser in die Systeme übertragen werden. Lag der Anteil der Online-Sparkassen 1973 noch bei lediglich 5 % aller Sparkassen, waren es 1978 bereits 54 %, im Jahre 1986 waren alle Institute Online erreichbar.
Die Automatisierung des bargeldlosen Zahlungsverkehrs erfolgte in drei Phasen:
| Phase | Merkmale                              | Jahr |
| ----- | ------------------------------------- | ---- |
| I     | Automatisierung der Belegverarbeitung | 1960 |
| II    | belegloser Datenträgeraustausch       | 1970 |
| II    | elektronischer Zahlungsverkehr        | 1980 |

Diese Automatisierung hatte unmittelbare Auswirkungen auf die Zahlungsverkehrsnetze. Zum wichtigsten Bindeglied für netzübergreifende Transaktionen hat sich das Zahlungsverkehrsnetz der Bundesbank entwickelt. Es ist ein komplementäres Zahlungsverkehrsnetz neben insbesondere:
- → Hauptartikel: Elektronischer Massenzahlungsverkehr

Der Elektronische Massenzahlungsverkehr (EMZ) ist eine von Deutschen Bundesbank 1972 ins Leben gerufene Zahlungsverkehrsplattform zur kostengünstigen Abwicklung nicht eiliger Zahlungen. Hierbei berücksichtigte die Bundesbank ihr ordnungspolitisches Ziel eines komplementären und  wettbewerbsneutralen Betreibers. Der EMZ ergänzt die Zahlungsverkehrsplattformen der privatwirtschaftlichen Finanzverbünde und umfasst heute das SEPA-Clearing für die Verarbeitung auf Euro lautender nationaler und grenzüberschreitender Überweisungen, Lastschriften und Kartenzahlungen und den Scheckabwicklungsdienst für die Verarbeitung von auf Euro lautenden Scheckzahlungen zwischen im Inland ansässigen Kreditinstituten. Seit April 2003 besteht eine Anbindung an das EBA Clearing.
- → Hauptartikel: SWIFT

Das auf den weltweiten Auslandszahlungsverkehr in Fremdwährung spezialisierte Zahlungsverkehrsnetz ist das im Juli 1977 gestartete länderübergreifende SWIFT, das bereits auf Online-Basis installiert wurde und auf das die Mitglieder Netzzugang haben.
- → Hauptartikel: TARGET (Bankwesen) und TARGET2

Mit dem im Januar 1999 in das Eurosystem eingeführten TARGET-System (und TARGET2 im November 2007) entstand eine durch die Zentralbanken betriebene automatisierte Echtzeit-Abwicklung mit sofortiger Finalität der Transaktionen in hochliquidem und insolvenzfestem Zentralbankgeld, wodurch die gemeinsame Währung Euro zahlungsverkehrstechnisch erst ermöglicht wurde. Über TARGET können alle Kreditinstitute in den EU-Mitgliedstaaten mit allen anderen Banken direkt oder indirekt Zahlungen austauschen. Die in der Tabelle aufgelisteten Gironetze wurden sukzessive weitgehend in das von der Bundesbank betriebene Zahlungsverfahren TARGET integriert.
- Neben TARGET wird von der Kreditwirtschaft in den EU-Mitgliedstaaten durch die European Banking Authority (EBA) mit „EURO1“ ein im Juni 1998 installiertes Echtzeit-Verfahren für Großbeträge mit hoher Dringlichkeit betrieben (Echtzeitüberweisung), das als Nettosystem ausgestaltet ist und durch verschiedene Vorkehrungen ebenfalls ein hohes Sicherheitsniveau wie TARGET aufweist. Es wurde im März 2023 in ISO 20022 migriert.

## Netzwerkarchitektur des Zahlungsverkehrs
Die Gironetze erfordern einen Netzzugang, der nur für Kreditinstitute gewährt wird. Zudem bestehen die Netze aus Netzknoten, über die lokale Zahlungen überregional weitergeleitet werden. Als Supernodes fungieren meist die Zentralbanken. Beispielsweise wird die Überweisung eines zahlungspflichtigen Kunden der Sparkasse Osnabrück von dieser an die zuständige Girozentrale NordLB Hannover als Netzknoten übertragen, welche die Überweisung entweder netzintern an den Netzknoten BayernLB München weiterleitet, die wiederum den Betrag an die Sparkasse Rosenheim-Bad Aibling überträgt (weil der Zahlungsempfänger bei dieser Sparkasse ein Girokonto unterhält) oder netzübergreifend an das Postgiroamt München, das seinerseits als Netzknoten für eine bestimmte Postagentur seines Bezirks fungiert (wenn der Zahlungsempfänger dort ein Girokonto unterhält). Zwischen den Knoten werden Datenpakete übertragen, welche die Zahlungstransaktionen enthalten.
Die hoch standardisierten Transaktionen müssen neben dem Betrag und der Zahlungsart auch die Bankverbindung (IBAN) enthalten. Der heutige Zahlungsverkehr über Gironetze lässt nur zwei Zahlungsarten zu, nämlich die Überweisung (mit der Unterform Echtzeitüberweisung) und die SEPA-Lastschrift. Alle übrigen Zahlungsinstrumente (wie Electronic Cash oder Zahlungskarten) nutzen diese Arten.
Die Transaktionen in Gironetzen lösen zwischen den beteiligten Kreditinstituten Liquiditätseffekte aus. Eine Überweisung führt bei dem Institut des Zahlungspflichtigen zu einer Auszahlung (Zahlungsausgang) von Buchgeld und damit zu einem Liquiditätsabfluss, bei dem Institut des Zahlungsempfängers korrespondierend zu einer Einzahlung (Zahlungseingang) und einem Liquiditätszufluss. Wird für diese Überweisung das TARGET-System eingesetzt, so entsteht für die auszahlende Bank gegenüber dem Betreiber des Systems (Deutsche Bundesbank oder Europäische Zentralbank) ein Innertageskredit (englisch intraday credit), was für den Betreiber ein Liquiditätsrisiko darstellt. Dieses Risiko kann beim Clearing (Schlusszeit 18 Uhr bei TARGET) verschwinden, wenn Einzahlungen anderer Institute die Höhe der Auszahlungen überschreiten. Ist dies nicht der Fall, entsteht ein Übernachtkredit (englisch overnight money), der durch die automatische Verpfändung notenbankfähiger Kreditsicherheiten abgesichert wird. Bei EU-Mitgliedstaaten, die nicht den Euro eingeführt haben, wird durch besondere Regelungen sichergestellt, dass dieser Innertageskredit nicht zum Übernachtkredit wird.

## Brutto- und Nettoabwicklungssysteme
Beim Bruttoabwicklungssystem (englisch gross settlement system) wird jede einzelne Zahlung im Gironetz in Echtzeit abgewickelt, was voraussetzt, dass die zahlende Bank entsprechende Guthaben beim Clearing vorhalten muss, die als Kontodeckung für Zahlungen dienen. Diese Guthaben können entweder durch Kontoübertrag von der zahlenden Bank oder durch Zahlungseingänge (Überweisungsgutschriften) anderer Banken entstanden sein. Bei Bruttoabwicklungssystemen kann es deshalb zur Netzstörung durch Stillstand (englisch gridlock) kommen, wenn die zahlende Bank auf ihrem Verrechnungskonto beim Betreiber kein entsprechendes Guthaben unterhält und Innertageskredite vom Betreiber nicht möglich sind. Diese Störung kann zu einer völligen Blockade der Zahlungsströme führen, wenn eine Partei nicht zahlen kann oder will und damit der Kreislauf unterbrochen wird. Dies wäre aus Netzwerkgesichtspunkten ein negativer externer Effekt.
Nettoabwicklungssysteme (englisch net settlement systems) dagegen funktionieren schneller, weil lediglich täglich ein Saldenausgleich zum Ende jedes Geschäftstages vorgenommen wird. Die Nettoposition eines Netzteilnehmers ist der Saldo zwischen den von ihm untertägig geleisteten Zahlungen und von ihm empfangenen Zahlungen. Sind die geleisteten Zahlungen höher als die empfangenen, besteht ein Defizit, umgekehrt ein Überschuss. Im Falle des Defizits wird systemseitig automatisch ein Innertageskredit zum Saldenausgleich gewährt.

## Überwachung der Zahlungsverkehrssysteme
Die Deutsche Bundesbank hat nach § 3 BBankG für die „bankmäßige Abwicklung des Zahlungsverkehrs im Inland und mit dem Ausland“ zu sorgen. Da über die von der Bundesbank geführten Girokonten von Nichtbanken auch Zahlungsverkehr abgewickelt werden kann, überließ sie ihr bundbankeigenes Netz zur Nutzung auch diesen Kontoinhabern.
Die Rechtsgrundlage der Überwachung der Zahlungsverkehrssysteme leitet sich aus Art. 127 Abs. 2 AEUV sowie Artikel 3.1 des Protokolls über die Satzung des Europäischen Systems der Zentralbanken und der Europäischen Zentralbank („ESZB-Satzung“) ab. Hier ist als eine der Aufgaben des ESZB definiert, „das reibungslose Funktionieren der Zahlungssysteme zu fördern“.

## Zahlungsverkehrsmarkt
Deutschland
Gemessen an Buchungsposten gab es im Zahlungsverkehr 2003 folgende wesentlichen Marktanteile in Deutschland:
| Kreditinstitut                                 | Marktanteil in % |
| ---------------------------------------------- | ---------------- |
| Sparkassen und Landesbanken                    | 21               |
| Equensworldline                                | 16               |
| Deutsche Bundesbank                            | 11               |
| Bayerische Landesbank, Deutsche Bank, Postbank | 8                |
| Commerzbank                                    | 7                |
| WestLB                                         | 6                |
| Dresdner Bank, Hypovereinsbank                 | 5                |
| Genossenschaftsbanken                          | 4                |

Das Gironetz der Sparkassen und Landesbanken besaß die größten Marktanteile, gefolgt vom niederländischen Privatanbieter Equensworldline.
Europa
Nach der Anzahl der Zahlungen verteilten sich die größten Marktanteile in Europa 2004 wie folgt:
| Staat                  | Marktanteil in % |
| ---------------------- | ---------------- |
| Deutschland            | 23               |
| Frankreich             | 22               |
| Vereinigtes Königreich | 20               |
| Spanien                | 7                |
| Niederlande            | 6                |
| Italien                | 5                |

In Europa führt Deutschland knapp vor Frankreich.

## International
In der Schweiz ist das SIX Interbank Clearing ein Echtzeit-Bruttoabwicklungssystem, das Mitglied im SEPA ist und von der Schweizerischen Nationalbank gemäß Art. 19 Abs. 1 Nationalbankgesetz im Rahmen des Schutzes der Stabilität des Finanzsystems überwacht wird.
In den USA ist das Clearing House Interbank Payments System (CHIPS) das führende Zahlungsverkehrsnetz für internationale Zahlungen in US-Dollar. Es ist eine Tochtergesellschaft des New York Clearing House und unterhält ein Echtzeit-Zahlungssystem, das etwa 95 % aller weltweiten US-Dollar-Zahlungen abwickelt. Konkurrenten sind Bank Wire und das vom Federal Reserve System (FRS) betriebene Fedwire, das zwischen den Mitgliedern des FRS besteht.

## Wirtschaftliche Aspekte
Der über Kreditinstitute abgewickelte Zahlungsverkehr sorgt vor allem für die Durchleitung der Zahlungsströme, die im Wirtschaftskreislauf den Güterströmen gegenüberstehen, so dass ohne Zahlungsverkehr eine moderne Volkswirtschaft nicht funktionieren kann. Hoch entwickelte Gironetze können zudem dazu beitragen, dass der Barzahlungsanteil in einer Volkswirtschaft sinkt. Jedes neu hinzu kommende Girokonto erhöht die Netzdichte.
Gironetze sind mit Vulnerabilität verbunden. Gerät ein Netzteilnehmer (etwa ein Zahlungspflichtiger als Netzwerkteilnehmer) wegen einer allgemeinen Finanzkrise in Zahlungsunfähigkeit, so erleidet der Zahlungsempfänger einen Forderungsausfall (Gegenparteiausfallrisiko) und wird möglicherweise selbst zahlungsunfähig. Dadurch kann sich über den Contagion-Effekt die Zahlungsunfähigkeit eines Einzelnen auf den gesamten Zahlungsverkehr erstrecken; das Gironetz kann zusammenbrechen.
Gegen eine derartige Netzstörung wird im Interbankenhandel und Zahlungsverkehr beim Clearing das Prinzip des Zug-um-Zug-Verfahrens (englisch matching) eingesetzt, wobei ein Clearinghaus eine Zahlung nur dann an den Zahlungsempfänger weiterleitet, wenn dieser seine Gegenleistung an den Zahlungspflichtigen über das Clearinghaus erbracht hat. Die Netzstörung kann auch dadurch vermieden werden, dass die Clearinghäuser den angeschlossenen Kreditinstituten im Bedarfsfalle Übernachtkredite gewähren, die durch notenbankfähige Sicherheiten zu besichern sind.
Der unbare Zahlungsverkehr als „Netzwerkprodukt“ eignet sich in besonderer Weise dafür, die Leistungsverbesserungen in der Informationstechnologie unmittelbar in immer leistungsfähigere Zahlungsverkehrsprodukte umzusetzen. Auch der vernetzte Zahlungsverkehr profitiert von positiven Netzwerkeffekten, weil der Nutzen für den Bankkunden in dem Maße steigt, wie weitere Girokonten im Netz hinzukommen.
Zahlungsverkehrssysteme, die in elektronische Datensätze umgewandelte Zahlungsnachrichten transportieren und verarbeiten, unterliegen den für digitale Güter geltenden spezifischen ökonomischen Gesetzmäßigkeiten. Hierzu zählen hohe Fixkosten in der Produktentwicklung und geringe Grenzkosten in der laufenden Produktion sowie angesichts der bestehenden Netzwerkeffekte die Notwendigkeit des Erreichens einer „kritischen Masse“ beim Marktanteil. Dies führt dazu, dass sich einzelne Banken – die keiner der großen Bankengruppen (Sparkassen, Genossenschaftsbanken) angehören – einem vorhandenen Gesamtnetz anschließen, wodurch die Erreichbarkeit anderer Bankverbindungen gewährleistet wird.